# Slovenská Ves
Slovenská Ves (allemand : Windischdorf in der Zips ) est un village de Slovaquie situé dans la région de Prešov.

## Histoire
Première mention écrite du village en 1311.

## Démographie

### Évolution de la population
| Année:               | 1994. | 2004.   | 2014.   | 2024.   |
| -------------------- | ----- | ------- | ------- | ------- |
| Nombre de personnes: | 1707  | 1787    | 1866    | 1859    |
| Différence:          |       | +4,68 % | +4,42 % | -0,37 % |

| Année:               | 2023. | 2024.   |
| -------------------- | ----- | ------- |
| Nombre de personnes: | 1846  | 1859    |
| Différence:          |       | +0,70 % |